# Tai'an
Tai'an (xinès: 泰安, pinyin: Tài'ān) és una ciutat-prefectura a l'oest de la província de Shandong, a la República Popular de la Xina. Al voltant del Mont Tai, la ciutat limita amb la capital provincial de Jinan al nord, Zibo a l'est, Linyi al sud-est, Liaocheng a l'extrem oest i Jining al sud. A l'oest, Tai'an està separada de la província de Henan pel riu Groc.
Segons el cens del 2010, la seva població era de 5.494.207 habitants, dels quals 1.735.425 vivien a la zona metropolitana formada per dos districtes urbans (districtes de Taishan i de Daiyue).

## Història

### Etimologia
Tai'an rep el nom del Mont Tai. En xinès, Tai (泰) significa "significatiu". Així, el nom Tai'an deriva de la dita antiga: "Si el mont Tai és segur, els quatre mars (el món) són segurs (安; ān)".

### Història antiga
Tai'an va ser la llar de la cultura de Dawenkou durant l'era neolítica. Durant el període de primaveres i tardors i el període dels regnes combatents, la regió va pertànyer als estats de Qi i Lu.
El lloc de major importància històrica i cultural a la zona és el Mont Tai. Va atreure a diversos emperadors a visitar-lo, oferir sacrificis als déus del cel i pregar per la collita. Confuci, Sima Qian, Cao Zhi, Li Bai i altres literats van visitar la zona i hi van produir grans obres.

### Història moderna
El 1909, colons alemanys van construir l'estació de ferrocarril Tai'an-Fu juntament amb la construcció de ferrocarril Tianjin-Pukou (ferrocarril Tientsin-Pukow). El 10 de novembre de l'any següent, el primer servei de tren va passar per l'estació.
L'1 de maig de 1928, Chiang Kai-shek, el líder de KMT i exèrcit revolucionari nacionalista, va comandar l'atac de Tai'an i la va ocupar l'endemà.
L'octubre de 1937, estudiants exiliats de Pequín, Tianjin i d'altres ciutats importants van arribar a Tai'an buscant asil després que les forces japoneses ocupessin el nord del riu Groc.
El 24 de desembre de 1937, les tropes japoneses van travessar el riu Groc, van ocupar Jinan l'endemà i van bombardejar Tai'an. La nit del 31 de desembre, els japonesos van ocupar Tai'an. Els resistents locals es van reunir de forma autònoma per combatre contra l'ocupació.

## Geografia i clima
Tai'an està situada al costat sud del mont Tai. El llac més gran de Tai'an és el llac Dongping.
Tai'an es troba a la zona temperada del nord i té un clima monsònic semi-humit continental. Les temperatures mitjanes anuals són de -2,1 ℃ (gener), 12,8 ℃ (mitjana anual) i 26,0 ℃ (juliol). La precipitació mitjana anual és de 681 mm.

## Administració
La ciutat-prefectura de Tai'an administra 6 divisions administratives, incloent dos districtes, dues ciutats-comtat i dos comtats:
- Districte de Taishan (泰山 区)
- Districte de Daiyue (岱岳 区)
- Ciutat de Xintai (新泰 市)
- Ciutat de Feicheng (肥 城市)
- Comtat de Ningyang (宁阳县)
- Comtat de Dongping (东平县)

| Mapa                                                                                           |
| ---------------------------------------------------------------------------------------------- |
| Taishan Daiyue comtat de · Ningyang comtat de · Dongping Xintai · (ciutat) Feicheng · (ciutat) |

## Transport
Tai'an es troba a la línia ferroviària Pequín-Xangai, així com a l'autopista G2 Pequín-Xangai i a l'autopista Tai-Lai (oest-est, de Tai'an a Laiwu). Hi ha una carretera de quatre carrils que va de Tai'an a l'aeroport de Jinan. L'aeroport important més proper és l'aeroport internacional de Jinan Yaoqiang, a uns 120 km al nord.